# Умершие в марте 1997 года
Это список известных людей, соответствующих установленным критериям значимости (см. Википедия:Критерии значимости персоналий), умерших в марте 1997 года.
Причина смерти указывается лишь в исключительных случаях (убийство, самоубийство, гибель в результате военных действий, смертная казнь, ДТП или несчастные случаи). В остальных случаях — не указывается.
- 1 марта — Юрий Прокошкин (67) — советский и российский физик.
- 3 марта — Яша Бродский (89) — американский скрипач и музыкальный педагог российско-еврейского происхождения.
- 3 марта — Павел Грищенко (75) — старший сержант Советской Армии, участник Великой Отечественной войны, Герой Советского Союза.
- 4 марта — Мария Волкова (78) — доярка, Герой Социалистического Труда.
- 4 марта — Пётр Тертышный (98) — участник Великой Отечественной войны, Герой Советского Союза.
- 5 марта — Залман Абрамов (88) — израильский политик, депутат кнессета.
- 6 марта — Иван Каменных (75) — участник Великой Отечественной войны, Герой Советского Союза.
- 6 марта — Яков Колотинский (74) — советский организатор здравоохранения, Заслуженный врач РСФСР.
- 7 марта — Николай Каирский (75) — участник Великой Отечественной войны, Полный кавалер ордена Славы.
- 7 марта — Агнешка Осецкая (60) — польская поэтесса, автор стихов к многочисленным песням.
- 8 марта — Фёдор Заостровский (77) — советский учёный, кандидат технических наук.
- 8 марта — Евгений Мешалкин (81) — учёный, кардиохирург. Герой Социалистического Труда.
- 9 марта — Notorious B.I.G. (24) — известный американский рэпер; убийство.
- 10 марта — Иван Ляпунов (79) — Полный кавалер ордена Славы.
- 10 марта — Имам Мустафаев (87) — советский и азербайджанский партийный и государственный деятель.
- 13 марта — Никита Крапива (80) — полковник Советской Армии, участник Великой Отечественной войны, Герой Советского Союза.
- 14 марта — Леонид Осипенко (76) — командир первой советской атомной подводной лодки К-3 («Ленинский комсомол»), участник Великой Отечественной войны, Герой Советского Союза.
- 15 марта — Владимир Курачицкий (83) — старший лейтенант Советской Армии, участник Великой Отечественной войны, Герой Советского Союза.
- 16 марта — Николай Момот (68) — строитель, Герой Социалистического Труда (1985)
- 16 марта — Стар Стоув (40) — американская фотомодель; убийство[1].
- 17 марта — Виктор Иванов (72) — участник Великой Отечественной войны, Герой Советского Союза.
- 17 марта — Николай Целковский (73) — участник Великой Отечественной войны, Герой Советского Союза.
- 18 марта — Николай Аникин (78) — участник Великой Отечественной войны, Герой Советского Союза.
- 19 марта — Владимир Ершов (73) — участник Великой Отечественной войны, Герой Советского Союза.
- 19 марта — Александр Мельничук (75) — советский и украинский лингвист.
- 19 марта — Игорь Юровский (64) — член Союза писателей России.
- 20 марта — Тони Зэйл (83) — американский боксёр, чемпион мира по боксу в среднем весе.
- 20 марта — Карло Фасси (67) — итальянский фигурист, двукратный чемпион Европы (1953 и 1954 годы), бронзовый призёр чемпионата мира 1953 года, а также тренер по фигурному катанию.
- 23 марта — Пётр Лушев (73) — Герой Советского Союза.
- 23 марта — Евгений Сергеев (83) — советский инженер-геолог.
- 26 марта — Ефрем Дьяконов (81) — Герой Советского Союза.
- 27 марта — Казбек Карсанов (86) — Герой Советского Союза.
- 28 марта — Павел Бублий (81) — полковник Советской Армии, участник советско-финской и Великой Отечественной войн, Герой Советского Союза.
- 29 марта — Георгий Зимин (84) — советский военачальник, маршал авиации, Герой Советского Союза.
- 29 марта — Александр Иванов (68) — советский футболист и тренер.
- 29 марта — Григорий Ставниченко (80) — Полный кавалер ордена Славы.
- 29 марта — Евгений Телешев (73) — Герой Советского Союза.
- 30 марта — Василий Кук (75) — старший сержант Рабоче-крестьянской Красной Армии, участник Великой Отечественной войны, Герой Советского Союза.
- 31 марта — Эжени Андерсон (87) — американский политик и дипломат, первая женщина-посол Соединённых Штатов Америки.